# Amphixystis aromaticella
Amphixystis aromaticella är en fjärilsart som beskrevs av Pierre E.L. Viette 1957. Amphixystis aromaticella ingår i släktet Amphixystis och familjen äkta malar. Inga underarter finns listade i Catalogue of Life.

## Bildgalleri

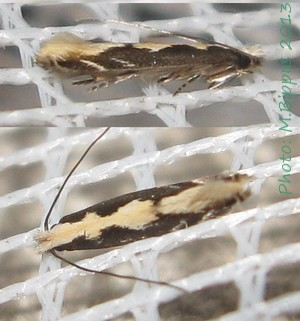